# Stephanotrypeta taeniaptera
Stephanotrypeta taeniaptera är en tvåvingeart som först beskrevs av Mario Bezzi 1923.  Stephanotrypeta taeniaptera ingår i släktet Stephanotrypeta och familjen borrflugor. Inga underarter finns listade i Catalogue of Life.